# 학급경영

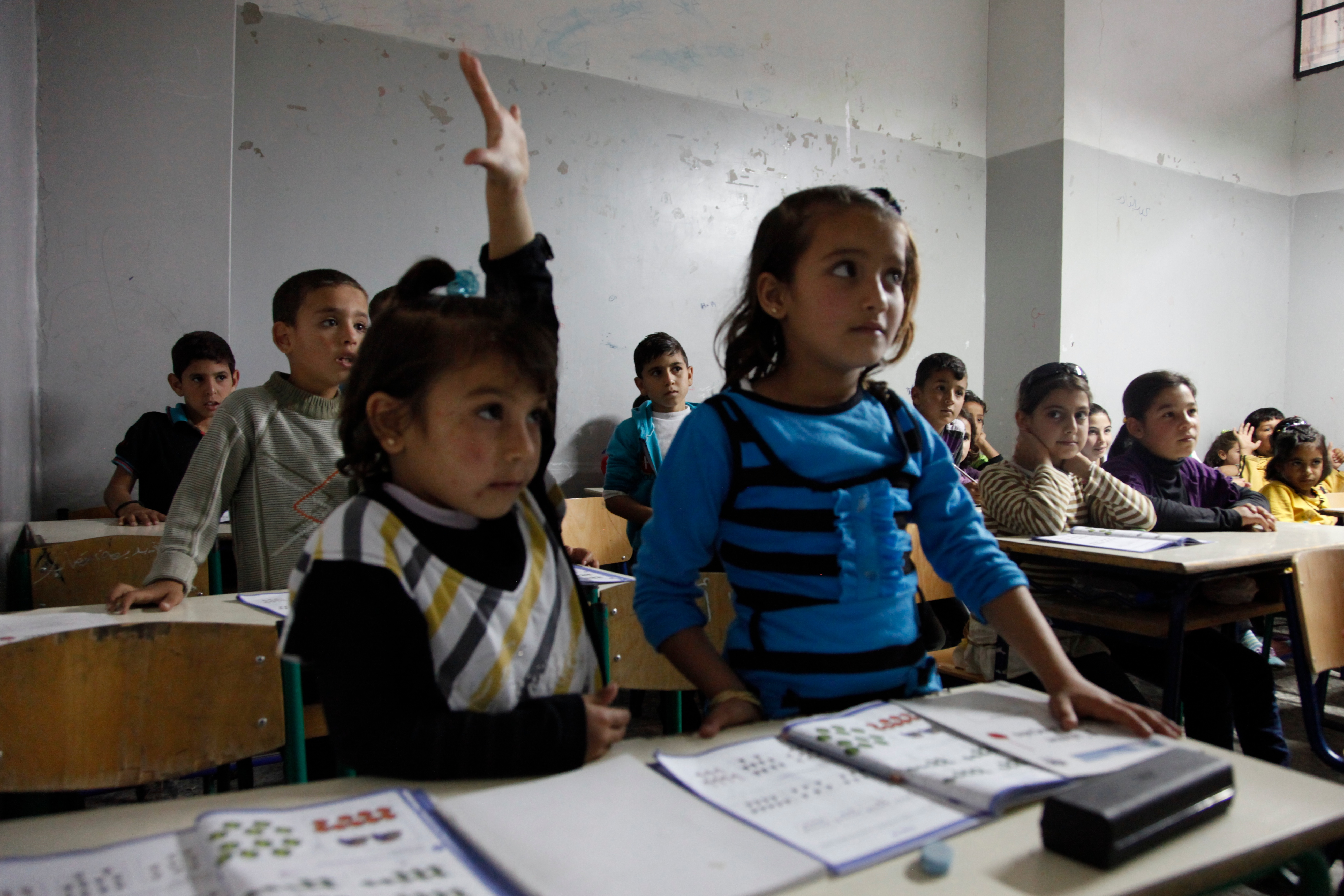
말하고 시픈 바가 있을 때 아이들이 손을 들게 하는 것과 같은 절차의 확립은 학급경영기법의 일종이다.

학급경영(classroom management)은 현재의 공교육제도 하에서 교사에게는 하루라도 소홀하게 여길 수 없는 중핵적인 교육실천의 장이다. 학급집단이란 장소는 어린이에게는 무엇보다도 그곳에서 기뻐하고, 그곳에서 슬퍼하고, 그곳에서 서로 생각하고, 그곳에서 서로 돕고 하는 '생활무대'가 되어야 한다. 학급경영의 실천에 의해서, 학급을 그러한 장소로 발전시켜야 한다. 어떠한 학급경영을 실천하는가는 결국은 교사가 갖는 학급집단관에서 유래한다. 학급집단에 관한 입장에서는 ① 관리집단의 입장, ② 적응집단의 입장, ③ 자치집단의 입장 등이 있다.

## 목표
'학생상호지도법'의 학급에서는 아무리 서로 가르치는 형태를 취하고 있더라도, 본질적으로 우월감과 비굴감의 극복은 되어 있지 않다. 역시 반복, 적대시의 관계는 암암리에 존재한다. 이 집단은 정서적으로 친밀한 집단이라기보다도 학습이나 작업이 집단의 과제로서 수행되는 집단이다. 집단활동의 결과가 집단 속에서 평가되어 나가는 가운데서 어린이들의 태만은 물론, 그와 동시에 우월적·이기적 태도가 심하게 폭로되며, 또 서로의 모순이나 요구가 노골적으로 노출된다. 이것을 사고과정을 통해서 서로 해결하고 자기들의 집단적·개인적 역할을 자각, 사회적 인간으로서의 책임성을 자각해 나갈 수가 있는 사회집단을 형성해야 한다.
이 점에서 우리의 학급집단형식의 입장은 아동들을 스타라든가 좌절자라든가, 고립자라고 기술하여 만족하고 있는 따위는 집단진단학의 입장과는 근본적으로 달라야 한다. 집단진단학에는 집단 속에서 한사람 한사람에게 인내를 가지고 작용하여, 그들을 개조해 나간다는 훈육적 지향(志向)은 없기 때문이다. 우리의 학급경영론에 있어서는 "자신의 불이익은 반드시 주장해야 한다"는 것과, "여럿이 결정한 일은 반드시 지켜야 한다"라는, 개인적 이해와 집단적 이해(利害)와의 주장 사이에 생기는 모순이나 대립(반 내부에서의 대립, 반 상호간의 대립)을 밖으로 드러내어, 그 대립·모순을 집단의 질적 발전의 원동력으로 삼아서, 반의 해체와 반의 조직과정을 통해서, 학급 가운데에 '집단에 있어서의 개인'으로서의 행동규범을 체득한 민주주의적 리더를 끈기있게 육성해 나아가야 한다. 반 내부나 반 상호간의 갈등을 둘러싸고 비판과 자기비판, 점검(點檢)과 역점검(逆點檢)을 교호(交互)하여 실천할 수 있는 자치체제와 자치기관을 만들어, 학급 속에 민주주의를 실현시키는 일이 새로운 학급경영의 바른 자세가 되어야 한다.
학급에 걸려 있는 급훈은 때때로 매너리즘화하고 명목화한다. 그 이유는, 그 급훈이 아동들의 전체활동의 결과로서 생긴 것도 아니며, 아동들의 절실한 원망이나 요구의 결과에 의해서 결정된 것도 아니기 때문이다.
급훈을 아동들이 준거하는 목표로 되게 하기 위해서는 역시 아동들 전원이 직면하고, 자활적으로 문제 해결을 해나가는 과정을 중시하여, 그 과정에서 아동들이 발견하고, 창조해 나가는 것으로 해야 한다.

## 같이 보기
- 교육심리학